# مرسدس-بنز اف۷۰۰
مرسدس-بنز اف۷۰۰ (انگلیسی: Mercedes-Benz F700) یک خودروی مفهومی است که در سال ۲۰۰۷ توسط مرسدس-بنز و در نمایشگاه بین‌المللی خودروی آلمان رونمایی شد. این به عنوان یک هدیه به خلیفه بن زاید آل نهیان رئیس کشور امارات متحده عربی داده شد.